# خدنگ‌واران
خدنگ‌واران (به لاتین: Herpestoidea)، یک بالاخانواده از پستانداران گوشتخوار است که دربرگیرندهٔ خدنگ‌های، گوشتخواران مالاگاسی و کفتارها می‌شود.
خدنگ‌واران، به جز کفتارها، بدنی استوانه‌ای و کشیده دارند که به آنها اجازه می‌دهد برای شکار طعمه وارد سوراخ شوند. خدنگ‌واران گربه‌سانیانی هستند و در شکار جانوران بزرگ‌تر از آنها تخصص دارند.
آن‌ها در سراسر اوراسیا، آفریقا و جزیره ماداگاسکار زندگی می‌کنند.

## رده‌بندی
- بالاخانواده خدنگ‌واران (Herpestoidea)
  - خانواده گربه‌زبادان ماداگاسکار (گوشتخواران مالاگاسی)
  - خانواده خدنگان (خدنگ‌ها و وابستگان)
  - خانواده کفتاران (کفتارها و گرگ‌های خاکی)
  - خانواده † Lophocyonidae
  - خانواده † Percrocutidae